# 阿地唑仑
阿地唑仑（英语：Adinazolam），商品名Deracyn，是三唑并苯二氮䓬类镇静剂，它是与三唑环融合的苯二氮䓬类。它具有抗焦虑、抗惊厥、镇静和抗抑郁的特性。阿地唑仑由杰克逊·海丝特开发，他正在寻求增强阿普唑仑（也是他开发的）的抗抑郁特性。阿地唑仑从未获得FDA批准，也从未在公共市场上销售，但它已作为设计师药物出售。

## 副作用
过量使用该药物可能会造成包括肌肉无力、共济失调、构音障碍等副作用，尤其是儿童反常兴奋，以及在更严重的情况下可能会导致反射减弱、神经错乱和昏迷。
一项比较阿地唑仑（30毫克和50毫克）与地西泮、劳拉西泮和安慰剂的主观影响和滥用可能性的人体研究表明，阿地那唑仑会导致最多的“精神和身体镇静”和最大的“精神不愉快”。

## 药效学和药代动力学
阿地唑仑与外周型苯二氮䓬类受体结合，后者作为激动剂与GABA受体发生变构相互作用以产生抑制作用。

## 代谢
在1984年8月出版的《药学与药理学杂志》中报道阿地那唑仑具有活性代谢物。主要代谢物是N-去甲基阿地唑仑。与其前体相比，N-去甲基阿地唑仑对苯二氮䓬受体的亲和力大约是其前体的25倍，这说明口服给药后会产生类似苯二氮䓬的作用。多次N-脱烷基化导致二甲基氨基甲基侧链的去除，从而造成其效力的差异。其他两种代谢物是α-羟基阿普唑仑和艾司唑仑。在1986年8月的同一期刊中，塞西、弗朗西斯和戴依（Day）报道了普罗地芬抑制了N-去甲基阿地唑仑的形成。